# 24999 Hieronymus
24999 Hieronymus è un asteroide della fascia principale. Scoperto nel 1998, presenta un'orbita caratterizzata da un semiasse maggiore pari a 2,5540394 UA e da un'eccentricità di 0,1788846, inclinata di 8,11480° rispetto all'eclittica.